# J.C.ペニー

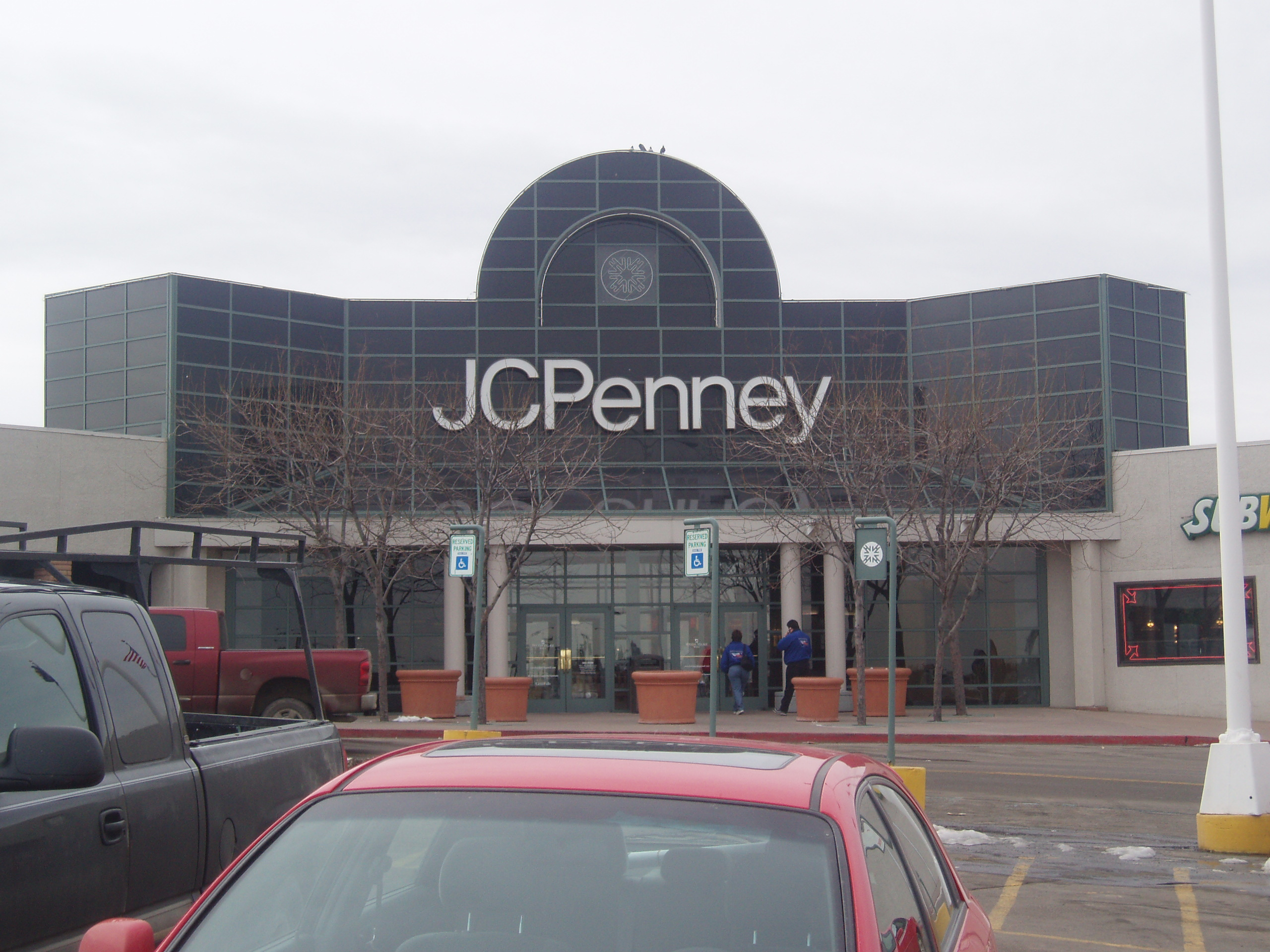
アメリカのJ.C.ペニー店舗

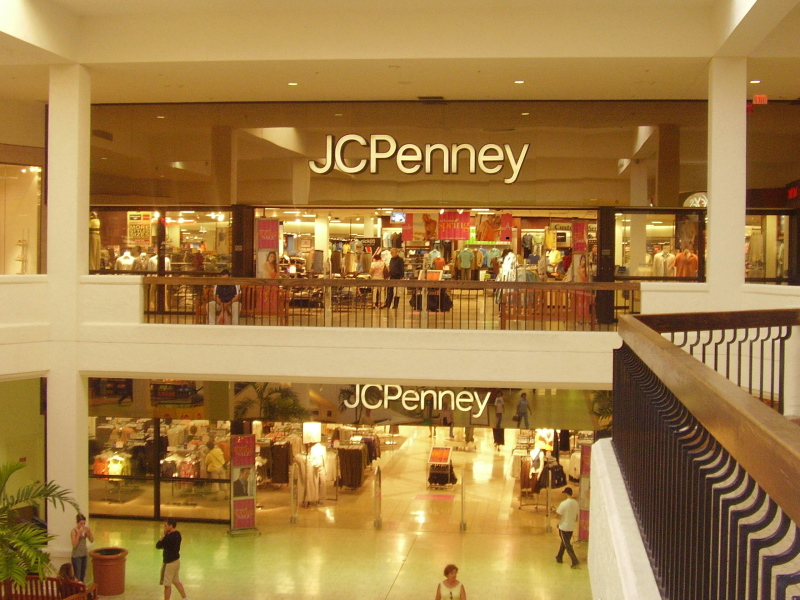
アメリカのJ.C.ペニー店内

J.C.ペニー（Penney OpCo LLC）は、アメリカ合衆国に本社を置く大手百貨店チェーン。
1902年にワイオミング州リンカーン郡ケメラーにて、ジェームズ・キャッシュ・ペニーらによって創業された。2020年2月現在約840店舗を擁する。シアーズ、ウォルマート等と並ぶアメリカの代表的なゼネラルマーチャンダイズストア。

## 沿革
- 1902年 - ジェームズ・C・ペニー、トーマス・M・キャラハンとウィリアム・G・ジョンソンの経営下で The Golden Rule Store の1号店を開店。
- 1903年 - 2号店を開店。ジェームズ・C・ペニーは1/3の経営権を与えられる。
- 1907年 - この年までに、ジェームズ・C・ペニーが全ての経営権を得る。
- 1912年 - 法人化。ユタ州に J.C. Penney Company を設立。以後店名も JCPenney となる。
- 1914年 - ニューヨークに本社移転。
- 1920年 - プライベートブランドの衣料品の販売を開始。
- 1962年 - カタログ通信販売会社を買収し通販事業に進出。
- 1978年 - 年間売上が100億ドルを突破。
- 1988年 - テキサス州プレイノ（ダラス近郊）に本部を移転。
- 1998年 - オンラインストア「jcpenney.com」を開設。
- 2020年 - 新型コロナウイルスの感染流行に伴う売上激減で連邦倒産法第11章適用を申請[6][7]。

## 経営再建をめぐる動き
スティーブ・ジョブズが復帰していたApple Computerへ、2000年にターゲットから移籍し、リテール部門の責任者としてApple Storeの立ち上げを成功させたロン・ジョンソンが、2011年11月、J.C.ペニーにCEOとして招聘された。年俸は5300万ドルで、当時の業界最高水準と言われている。ジョンソンはJ.C.ペニーの経営に「新興企業」の発想を持ち込み、特売やクーポンを廃止してEDLPを前面に打ち出すとともに、スマートフォン対応のセルフレジや専門店導入などの改革を矢継ぎ早に打ち出した。しかし、このやり方は顧客の離反を招き、2012年の売上は前年比25％ダウン。経営改革は失敗に終わり、翌2013年4月、ジョンソンは退任に追い込まれた。
J.C.ペニーは、ジョンソンの前に経営を率いていたマイロン・ウルマンがCEOに復帰。2015年、ウルマンに代わってザ・ホーム・デポから後任CEOに転じたマービン・エリソンは、プライベートブランド商品の拡充等を通して来客の増加を図った事で、2016年には10億ドルのEBITDAを計上した。
ところが、2018年にエリソンは突如J.C.ペニーを去り、ホームセンター運営のロウズへ移籍。Amazon.comなどネット通販との競争が激しさを増し、多額の負債に直面する中で、CEOに就任したジル・ソルタウは、ターゲットやセブン-イレブンなどで経験のある人材を幹部に起用して立て直しを図ろうとした。
経営戦略の迷走が続く中、新型コロナウイルスのパンデミックに伴う休業が引導を渡す形となり、2020年5月15日、連邦倒産法第11章の適用を申請して経営破綻した。

## 人物
ジェームズ・キャッシュ・ペニー(James Cash Penney, 1875年9月16日 - 1971年2月12日)は、アメリカ合衆国のビジネスマン。アメリカの大手デパートチェーン、J.C.ペニーの創立者として知られる。